# 陸前高田市消防本部
陸前高田市消防本部（りくぜんたかたししょうぼうほんぶ）は、岩手県陸前高田市の消防部局（消防本部）。管轄区域は陸前高田市全域。

## 概要
- 消防本部：岩手県陸前高田市高田町字栃ヶ沢210番地2
- 管内面積：232.29km2
- 職員定数：35人
- 消防署1カ所
- 主力機械（2020年4月1日現在）
  - 普通消防ポンプ自動車：2
  - 水槽付消防ポンプ自動車：2
  - 救急車：3
  - 指揮車：1
  - 支援車：1
  - 無線中継車：1
  - 連絡車:2

## 沿革
- 1955年1月1日 陸前高田市役所民生課に消防係を設置。
- 1957年12月1日 陸前高田市消防本部を開設。
- 1963年10月1日 陸前高田市消防署を開設。
- 1965年2月15日 消防庁舎が移転。
- 1970年1月28日 救急車を配備。
- 1978年2月25日 消防新庁舎が落成。
- 1998年12月15日 高規格救急車を配備。
- 2011年3月11日 東北地方太平洋沖地震に伴う東日本大震災によって発生した大津波により殉職1名、本部庁舎全壊等の被害を出す。
- 2014年12月16日 本部庁舎が再建・運用を開始[1]。

## 組織
- 本部 - 管理係、警防係、予防係
- 消防署 - 管理係、警防係、予防係

## 消防署
| 消防署           | 住所                   | 出張所 |
| ---------------- | ---------------------- | ------ |
| 陸前高田市消防署 | 高田町字栃ヶ沢210番地2 | なし   |